# Eloeophila trimaculata
Eloeophila trimaculata – gatunek muchówki z rodziny sygaczowatych i podrodziny Hexatominae.
Gatunek ten opisany został w 1838 roku przez Johana Wilhelma Zetterstedta jako Limnobia trimaculata.
Muchówkę to można odróżnić od innych europejskich przedstawicieli rodzaju po dłuższych niż tułów i głowa razem wzięte czułkach oraz zredukowanym wzorze na skrzydłach, pozbawionym przydymienia na szczytach żyłek podłużnych.
Owad palearktyczny, w Europie znany z Francji, Irlandii, Wielkiej Brytanii, Belgii, Holandii, Niemiec, Szwajcarii, Austrii, Włoch, Polski, Czech, Słowacji, Węgier, Ukrainy, Rumunii, Bułgarii, Szwecji, Norwegii, Finlandii, Łotwy, Litwyi i Rosji.